# Węzławcowate

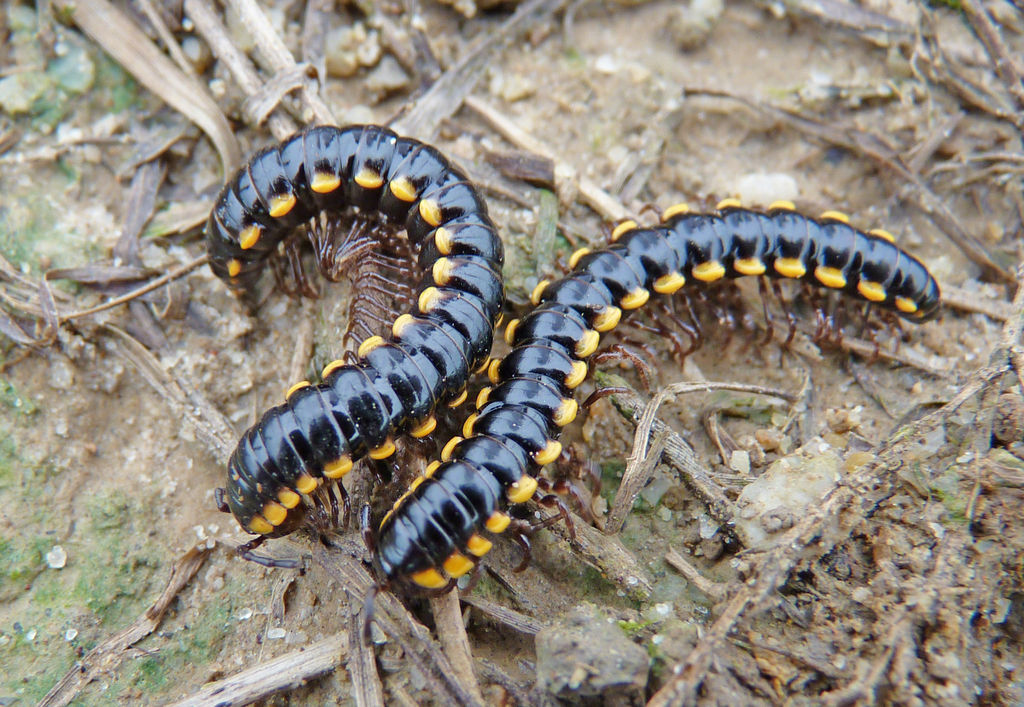
Anoplodesmus anthracinus

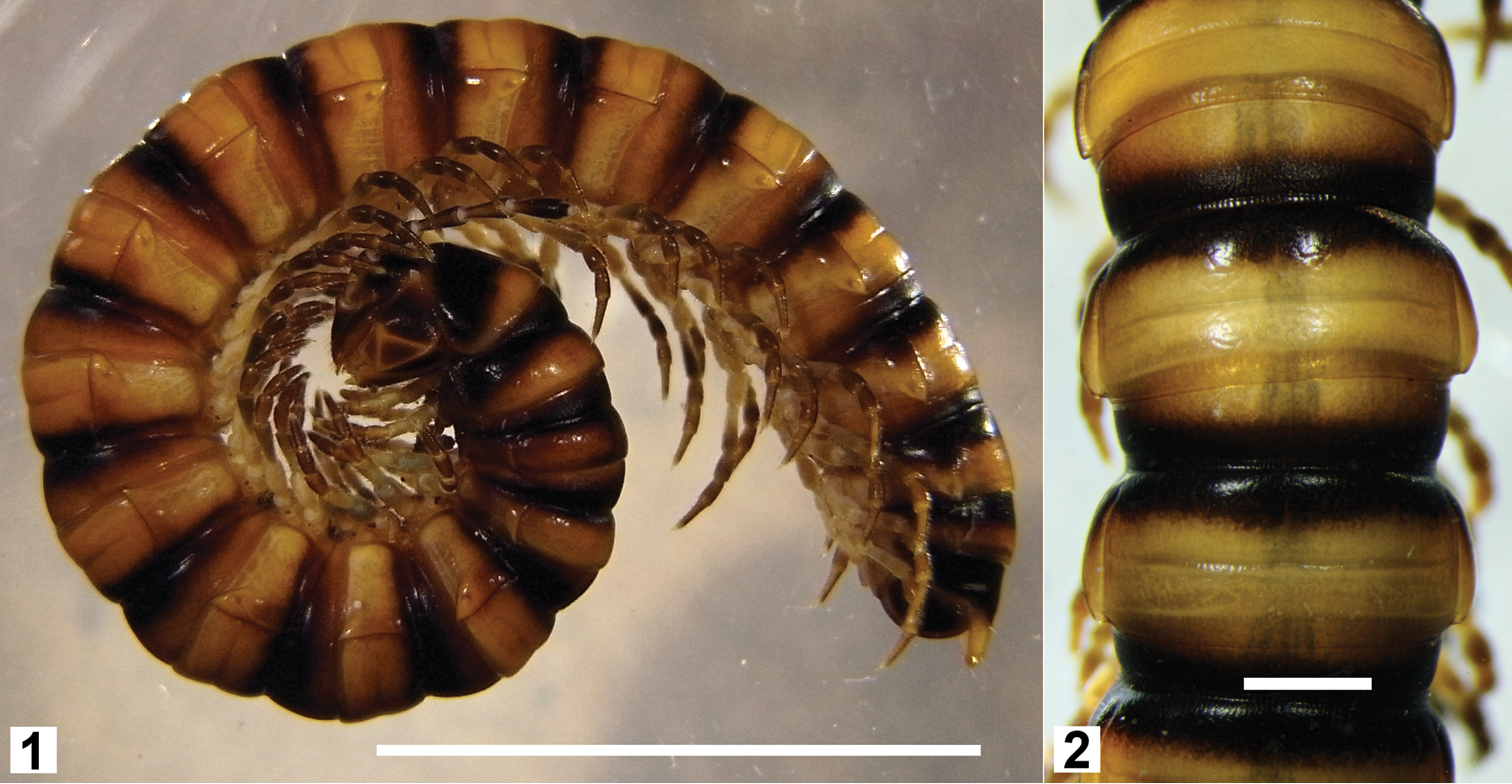
Hoplatessara luxuriosa

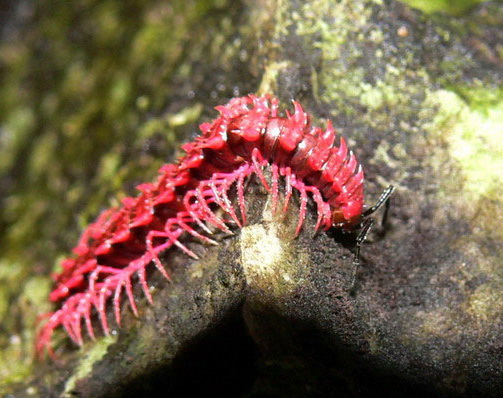
Desmoxytes purpurosea

Węzławcowate (Paradoxosomatidae) – rodzina wijów z gromady dwuparców i rzędu węzławców. Jedyna z monotypowego podrzędu Strongylosomatidea. Kosmopolityczne.

## Opis
Dwuparce te mają tergity z rozszerzonymi bokami (paranota) i biegnącymi pomiędzy nimi poprzecznymi bruzdami. Paranota drugiego segmentu tułowia są położone niżej niż te na collum i segmencie trzecim. Samce mają panewki gonopodów przewężone pośrodku, przez co mają one kształt klepsydry lub hantli. U większości gatunków samce mają 1 lub 2 wyrostki na sternicie piątego segmentu tułowia. Łączna liczba segmentów tułowia wynosi 19 lub 20, ozopory (ujścia gruczołów obronnych) leżą na bocznych krawędziach paranotów segmentów 5, 7, 9, 10, 12, 13, i od 15 do ostatniego.

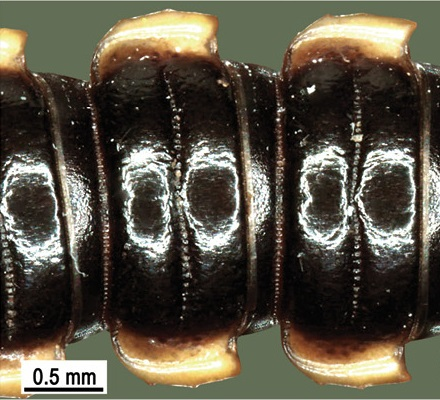
Wyraźne podłużne bruzdy między paranotami występujące u większości węzławcowatych
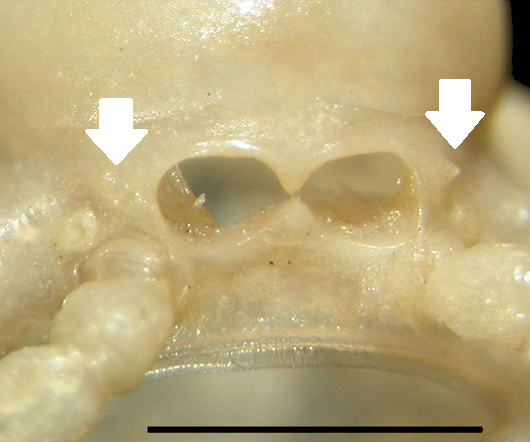
Przewężenie panewek gonopodów (między strzałkami), również charakterystyczne dla rodziny

## Systematyka
Do węzławcowatych należy blisko 1000 opisanych gatunków, zgrupowanych w trzech podrodzinach: Alogolykinae, Australiosomatinae i Paradoxosomatinae oraz około 200 rodzajach, w tym:

- Akamptogonus Attems, 1914
- Antichiropus Attems, 1911
- Archicladosoma Jeekel, 1984
- Asiomorpha Verhoeff, 1939
- Atropisoma Silvestri, 1897
- Aulacoporus Verhoeff, 1924
- Australiosoma Brolemann, 1913
- Australodesmus Chamberlin, 1920
- Boreohesperus Shear, 1992
- Boreviulisoma Brolemann, 1928
- Brochopeltis Verhoeff, 1924
- Chondromorpha Silvestri, 1897
- Cladethosoma Chamberlin, 1920
- Dicladosoma Brolemann, 1913
- Dicladosomella Jeekel, 1982
- Dicranogonus Jeekel, 1982
- Eroonsoma Manfredi, 1943
- Gigantowales Verhoeff, 1937
- Helicopodosoma Verhoeff, 1924
- Heterocladosoma Jeekel, 1968
- Hoplatessara Verhoeff, 1928
- Hoplatria Verhoeff, 1941
- Isocladosoma Jeekel, 1984
- Kronopolites Attems, 1914
- Lohmanderodesmus Schubart, 1934
- Mestosoma Silvestri, 1897
- Metonomastus Attems, 1937
- Mjoebergodesmus Verhoeff, 1924
- Myallosoma Verhoeff, 1928
- Notodesmus Chamberlin, 1920
- Oncocladosoma Jeekel, 1985
- Oranmorpha Verhoeff, 1941
- Orocladosoma Jeekel, 2000
- Orthomorpha Bollman, 1893
- Oxidus Cook, 1911
- Paraustraliosoma Verhoeff, 1924
- Parwalesoma Verhoeff, 1937
- Phyllocladosoma Jeekel, 1968
- Pogonosternum Jeekel, 1965
- Pseudostrongylosoma Verhoeff, 1924
- Solaenodolichopus Verhoeff, 1924
- Somethus Chamberlin, 1920
- Stosatea Gray, 1843
- Streptocladosoma Jeekel, 1980
- Strongylosoma Brandt, 1833
- Stygiochiropus Humphreys & Shear, 1993
- Tetrarthrosoma Verhoeff, 1898
- Tridactylogonus Jeekel, 1982
- Walesoma Verhoeff, 1928